# Faustverleihung 2021
Die Faustverleihung 2021 fand am 20. November aufgrund der COVID-19-Pandemie ausschließlich digital statt. Veranstaltungspartner für die Verleihung des Deutschen Theaterpreises Der Faust war das Staatstheater Hannover. Eine Präsentation der Produktionen und Projekte im Rahmen eines Bühnenprogramms sowie die Preisvergabe erfolgten per Livestream. Vergeben wurden lediglich der Preis für das Lebenswerk sowie der Perspektivpreis.

## Preisträger
- Lebenswerk
  - Nicole Heesters[1]

- Perspektivpreis
  - Orchester im Treppenhaus[1]